# Assé-le-Riboul
Assé-le-Riboul település Franciaországban, Sarthe megyében. Lakosainak száma 478 fő (2022. január 1.). Assé-le-Riboul Beaumont-sur-Sarthe, Ségrie, Le Tronchet, Vernie, Maresché, Mézières-sous-Lavardin, Saint-Christophe-du-Jambet és Saint-Marceau községekkel határos.

## Népesség
A település népességének változása:
| Lakosok száma | 515  | 523  | 526  | 518  | 504  | 490  | 486  | 480  | 478  |
|               | 2013 | 2015 | 2016 | 2017 | 2018 | 2019 | 2020 | 2021 | 2022 |